# Мама (аэропорт)
Ма́ма — региональный аэропорт, расположенный в посёлке городского типа Мама Иркутской области. Обеспечивает регулярное авиасообщение с областным центром — городом Иркутск (860 км). Является основным и единственным постоянным транспортным узлом Мамско-Чуйского района.

## История
В 1925 году по решению правительства начата работа по изысканию гидронавигационной линии Иркутск – Якутск. Экспедицией были сделаны выводы, что целесообразно и выгодно обслуживать эту линию гидросамолетами по рекам Лена и Витим. Таким образом, на реке Витим был открыт гидропорт в поселке Мама (в районе Васьковского взвоза) и в 1930 году были выполнены два рейса. Далее перед авиаторами встала очередная задача по строительству грунтового аэродрома. В 1948 году выдано официальное свидетельство на эксплуатацию аэродрома, радиосредств и сооружений. С этого времени начинаются регулярные полеты. С 1962 года в аэропорту Мама начались серьезные преобразования, к зиме была введена в эксплуатацию котельная, началось строительство жилья, проводился капитальный ремонт имеющегося аэровокзала. До 1964 года аэропорт Мама был самостоятельным подразделением Восточно - Сибирского управления ГА. С 1964 года аэропорт Мама стал подразделением Бодайбинского объединенного авиаотряда, а с 1989 года подразделением Иркутского объединенного авиаотряда. С 02.08.1993 года – название предприятия «Аэропорт Мама» Филиал государственного предприятия «Аэропорт Иркутск» (Свидетельство о государственной регистрации предприятия № 233 от 02.08.1993 года Администрации Мамско-Чуйского района). С 20.02.1998 года (Постановление Мэрии Мамско - Чуйского района № 39 от 20.02.1998 года) предприятие выделено из состава ГП «Аэропорт Иркутск» в ГУП (государственное унитарное предприятие) «Аэропорт Мама» С 13 июля 2004 года на основании Распоряжения № 5а от 28.05.2004г. Территориального Управления Министерства имущественных отношений Иркутской области ГУП «Аэропорт Мама» преобразован в ОАО (открытое акционерное общество) «Аэропорт Мама». ООО «Мамский аэропорт» создано на Общем собрании совета Учредителей (протокол заседания от 07.10.2005г.). Решением Арбитражного суда Иркутской области по делу № А 19-13126/06-38 от 11.07.2007 года в отношении ОАО «Аэропорт Мама» введена процедура конкурсного производства. В мае 2009 года было опубликовано сообщение о продаже недвижимого имущества ОАО «Аэропорт Мама» посредством публичного предложения. Победителем торгов по продаже имущества ОАО «Аэропорт Мама» 24.06.2009 года признан ООО «Мамский аэропорт, о чем составлен Протокол проведения торгов от 24.06.2009 года.

Длина ВПП равна 1662 метрам.
В декабре(по словам местных жителей с декабря) 2022 года некоторое время не летали самолеты авиакомпании "Ангара"

## Принимаемые типыВС
Ан-2, Ан-24, Ан-26, Ан-28, Ан-30, Ан-32, Л-410,Ан-148 и вертолёты всех типов.

## Показатели деятельности
| год        | 2014 | 2015 | 2016 | 2017 |
| пассажиров | 8810 | 8449 | 8580 | 7928 |
| Источники: |      |      |      |      |